# Pagerejo (Ngadirojo)
Pagerejo is een bestuurslaag in het regentschap Pacitan van de provincie Oost-Java, Indonesië. Pagerejo telt 4298 inwoners (volkstelling 2010).